# اس‌اس ارنا
اس‌اس ارنا (به انگلیسی: SS Erna) یک کشتی بود که طول آن ۱۹۴ فوت ۶ اینچ (۵۹٫۲۸ متر) بود. این کشتی در سال ۱۹۲۲ ساخته شد.